# Kirby's Ghost Trap
 (octobre 2019).
Si vous disposez d'ouvrages ou d'articles de référence ou si vous connaissez des sites web de qualité traitant du thème abordé ici, merci de compléter l'article en donnant les références utiles à sa vérifiabilité et en les liant à la section « Notes et références ».
Kirby's Ghost Trap (ou Kirby's Avalanche en Amérique du Nord) est un jeu vidéo de puzzle sorti en 1995 sur Super Nintendo. Le titre est la version occidentale de Super Puyo Puyo se déroulant dans l'univers de Kirby. Il est le deuxième jeu de la série Puyo Puyo à sortir en Amérique du Nord et en Europe, le premier étant Dr. Robotnik's Mean Bean Machine.